# Gallodoro
Gallodoro település Olaszországban, Szicília régióban, Messina megyében. Lakosainak száma 336 fő (2023. január 1.). Gallodoro Letojanni, Forza d’Agrò és Mongiuffi Melia községekkel határos.

## Népesség
A település lakossága az elmúlt években az alábbi módon változott:
| Lakosok száma | 371  | 363  | 336  |
|               | 2017 | 2018 | 2023 |